# Frontera entre Bielorrusia y Lituania

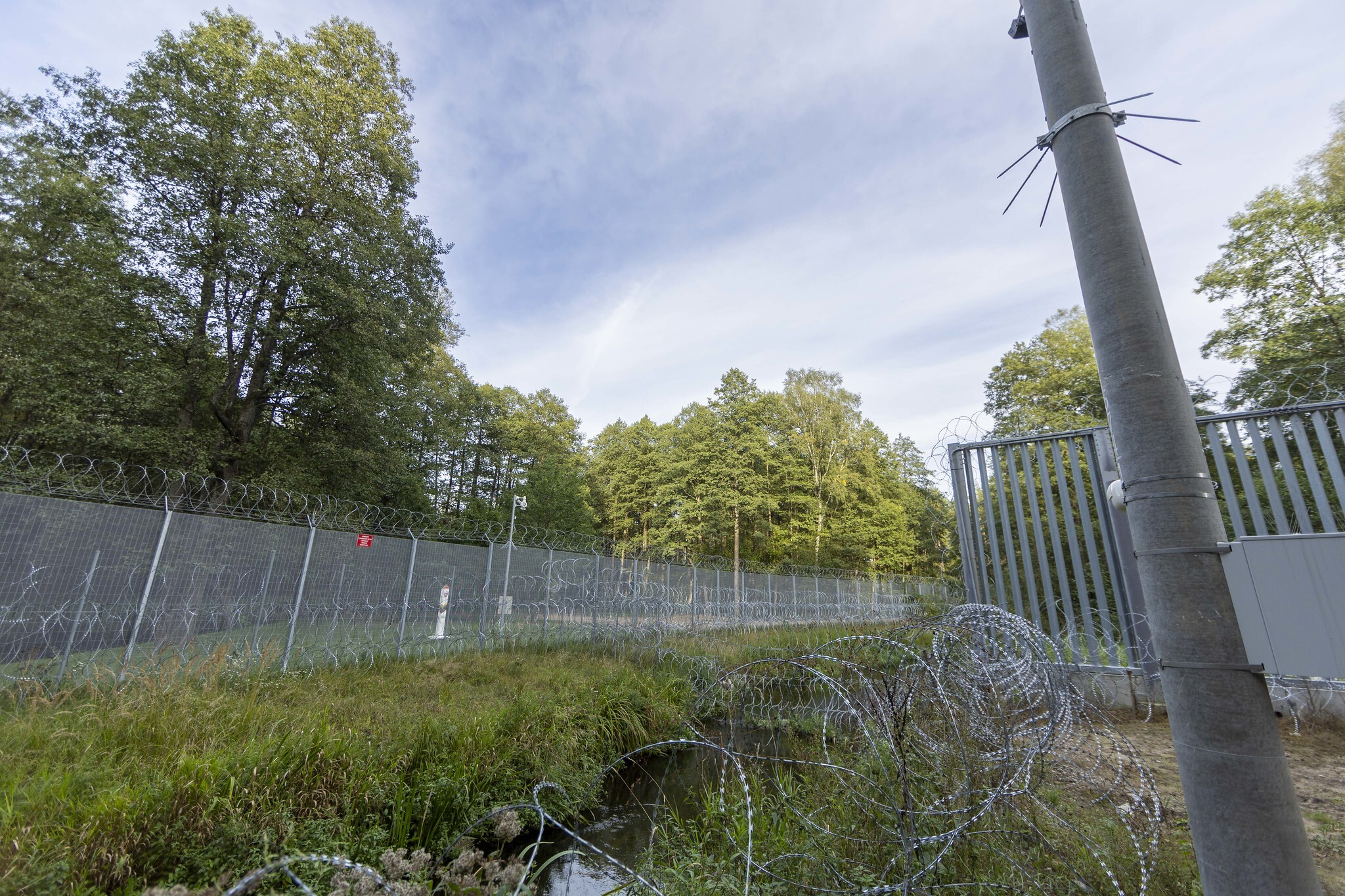
Barrera fronteriza construida por Lituania.

La frontera entre Bielorrusia y Lituania es una frontera internacional de casi 679 km de longitud entre la República de Bielorrusia (miembro de la CEI) y la República de Lituania (miembro de la UE) y también sirve como frontera exterior de la Unión Europea y la frontera oriental de Comunidad de Estados Independientes. La frontera está definida por el tratado del 6 de febrero de 1995 entre los dos países. La demarcación de tierra de la frontera se completó en 2007.
380 km de la frontera está en tierra, mientras que 299 están en el agua, cruzando lagos, por ejemplo el lago Drūkšiai y siguiendo algunos ríos, por ejemplo el Dysna y el Niemen. La frontera se basa en la frontera entre la RSS de Lituania y la RSS de Bielorrusia dentro de la Unión Soviética, que se mantuvo prácticamente estable desde 1940.
Desde 2004, la frontera ha servido como la frontera exterior de la Unión Europea y, desde 2007, el área Schengen. Estos desarrollos trajeron mayores controles fronterizos y requisitos de visa más estrictos para cruzar entre los dos países, aunque un acuerdo firmado en 2010 apunta a implementar viajes simplificados para personas que viven dentro de los 50 kilómetros de la frontera. Como frontera exterior de la UE, la frontera con Bielorrusia es la que más intentos ilegales ha tenido de cruzar la frontera en Lituania, con 246 intentos en 2010.

## Definición de la frontera

La formación de las fronteras de Lituania.

El tratado define la frontera comenzando en el punto de la frontera de Lituania, Letonia y Bielorrusia, donde hay un monumento (55° 40′ 50″ N 26° 37′ 48″ E). Va hacia el sureste a través del lago Drūkšiai, siguiendo el río Apyvardė, a través de los lagos Apvardai y Prūtas, siguiendo el río Dysna hacia el este, y más allá hasta la estación de tren Adutiškis. Además, va al norte del asentamiento bielorruso Lyntupy, al este del poblado lituano Šumskas, a través de la carretera Vilna-Maladzyechna, recorre el área del poblado lituano Dieveniškės desde el este, sur y oeste, va hacia el norte del asentamiento bielorruso Bieniakoni, cruza el carretera Vilna-Lida y sigue el río Šalčia. Continúa más al sur de la ciudad lituana Eišiškės, sigue el río Načia, va al sur del poblado lituano Dubičiai, llega a la fuente del río Kotra y sigue este río, luego a través de los lagos Grūda ir Dubas. Además, cruza el ferrocarril Vilna-Grodno al lado de la parada Senovė, y el ferrocarril a Druskininkai al norte de la parada Pariečė, continúa hacia el oeste hacia el río Niemen y sube hasta la corriente, y continúa siguiendo el río Mara hasta el límite de Bielorrusia, Lituania y Polonia (53° 57 ′22" N 23° 30′ 54" E).